# Hang Dơi Phú Quốc
Hang Dơi Phú Quốc là hang dơi ở vùng đất xã Dương Tơ, thành phố Phú Quốc, tỉnh Kiên Giang, Việt Nam.
Hang thuộc Khu du lịch Suối Tranh, nằm trên đầu nguồn của Suối Tranh phía trên Thác Tranh. Khu du lịch ở phía nam sân bay quốc tế Phú Quốc chỗ vòng xoay ra cỡ 2 km đường thẳng. Tuy nhiên để lên Khu du lịch cần ra đường trục phía tây đảo, sau đó đi theo đường núi cỡ 2 km. Khu vực thác hiện đã xây dựng thành Khu du lịch Suối Tranh, có đủ tiện ích dịch vụ phục vụ.
Tiếp cận khám phá Hang Dơi bắt đầu từ Thác Tranh. Để đến Hang Dơi phải vượt qua dốc núi hiểm trở với rừng cây hoang sơ rậm rạp và nguy hiểm. Hang là nơi trú ngụ của hàng chục ngàn con dơi, trong khung cảnh vẫn giữ được vẻ đẹp thiên nhiên hoang sơ vốn có mặc dù ở gần khu du lịch, và trong vùng đảo hiếm hang động.